# لیزوزوم
لیزوزوم (به انگلیسی: Lysosome) یا کافَنده‌تَن کیسه‌ای است غشایی (غشادار) که دارای آنزیم‌های تجزیه‌کننده است.
کافنده‌تن‌ها دارای آنزیم‌هایی گوارشی گوناگون به‌ویژه آنزیم‌های هیدرولیتیک "هیدرولیز" (تجزیه‌کننده مولکول به واسطه مصرف آب) هستند.
لیزوزوم کیسه‌ای (کیسه غشایی) آنزیم‌های گوناگونی دارد. این آنزیم‌ها برای هضم مولکول‌های بزرگ به کار می‌روند. بیش از ۶۰ آنزیم در لیزوزوم وجود دارد (مانند پروتئازها، نوکلئازها و فسفولیپازها).
لیزوزوم در واقع مجموعه‌ای از تجزیه‌کنندگان درون سلول (یاخته) است که وظیفه آن تجزیه اندامک های پیر و فرسوده سلول و تبدیل آن به آنزیم های گوارشی را دارد.لیزوزوم در واقع مجموعه‌ای از تجزیه‌کنندگان درون سلول (یاخته) است که وظیفه خارج کردن مواد بیماری‌زا و میکروب‌ها را از درون سلول دارد.لیزوزوم با واکوِئل، واکوئل ذخیره ای را میسازد.
بهترین عملکرد این آنزیم‌ها در محیط اسیدی (pH=۵) صورت می‌گیرد.
پس اگر این آنزیم‌ها به سیتوپلاسم (pH=7.4) نشت کنند، فعالیت زیادی را نشان نمی‌دهند ولی اگر آنزیم‌های آزاد شده از تعداد زیادی از لیزوزوم‌ها باشد می‌تواند به واسطه فرایند خود گوارشی منجر به تخریب و انهدام سلول شود (بیولوژی کمپل ۲۰۱۱). این آنزیم‌ها در شبکه آندوپلاسمی ساخته می‌شوند و پس از ورود به دستگاه گلژی، توسط آبدانه‌ها به لیزوزوم منتقل می‌شوند.
اگر این آنزیم‌ها نباشند هیچ سلولی نمی‌توانست آنزیم هیدرولیز کننده در خود داشته باشد و به مرور مولکول‌های بزرگی که امکان هضم آن‌ها وجود ندارد، در سیتوزول جمع می‌شوند. این مولکول‌ها در فعالیت و واکنش‌های موجود در سلول اختلال ایجاد می‌کنند و سلول با مشکل مواجه می‌شود.
لیزوزوم‌ها با میکروسکوپ الکترونی به صورت گرانول‌های متراکمی مشاهده می‌شوند که ۰٫۵ تا ۰٫۰۵ میکرون قطر دارند و به وسیلهٔ غشا محصور شده‌اند.
لیزوزوم‌ها حاوی تقریباً ۵۰ نوع آنزیم هستند که همه آن‌ها در PH اسیدی فعالند؛ بنابراین لیزوزوم دستگاه گوارش سلول محسوب می‌شود و قادر به هضم مواد خارجی وارده به سلول و ارگانل‌های فرسوده شده هستند.
این اندامک تقریباً در تمام یاخته‌های یوکاریوت وجود دارد و اندازه آن در هر یاخته متغیر می‌باشد. لیزوزوم‌ها همان واکوئل‌های جانوری هستند.
این اندامک از دستگاه گلژی یا شبکه آندوپلاسمی به‌وجود آمدند.

اندامک‌های درون سلول جانوران: (۱) هستک (۲) هسته (۳) ریبوزوم (۴) وزیکول (۵) شبکه آندوپلاسمی خشن (۶) دستگاه گلژی (۷) اسکلت سلولی (سیتواسکلتون) (۸) شبکه آندوپلاسمی صاف (۹) میتوکندری (۱۰) واکوئل (۱۱) سیتوپلاسم (۱۲) لیزوزوم (۱۳) سانتریول